# Helianthemum intermedium
Helianthemum intermedium är en solvändeväxtart som beskrevs av Thib. och Christiaan Hendrik Persoon. Helianthemum intermedium ingår i släktet solvändor, och familjen solvändeväxter. Inga underarter finns listade i Catalogue of Life.